# Bikovo
Bikovo (izvirno srbsko Биково) je naselje v Srbiji, ki upravno spada pod Mesto Subotica; slednja pa je del Severnobačkega upravnega okraja.

## Demografija
V naselju, katerega izvirno (srbsko-cirilično) ime je Биково, živi 1462 polnoletnih prebivalcev, pri čemer je njihova povprečna starost 40,2 let (38,8 pri moških in 41,8 pri ženskah). Naselje ima 617 gospodinjstev, pri čemer je povprečno število članov na gospodinjstvo 2,96.
Prebivalstvo je večinoma nehomogeno, a v času zadnjih treh popisov je opazno zmanjšanje števila prebivalcev.
|  |

| Demografija | Demografija     | Demografija     |
| Leto        | Št. prebivalcev | Št. prebivalcev |
| ----------- | --------------- | --------------- |
|             |                 |                 |
|             |                 |                 |
|             |                 |                 |
|             |                 |                 |
| 1948        | 3175            |                 |
| 1953        | 3416            |                 |
| 1961        | 3236            |                 |
| 1971        | 2786            |                 |
| 1981        | 2203            |                 |
| 1991        | 1942            | 1933            |
| 2002        | 1841            | 1824            |
|             |                 |                 |

| Etnična sestava po popisu iz leta 2002 | Etnična sestava po popisu iz leta 2002 | Etnična sestava po popisu iz leta 2002 | Etnična sestava po popisu iz leta 2002 | Etnična sestava po popisu iz leta 2002 |
| -------------------------------------- | -------------------------------------- | -------------------------------------- | -------------------------------------- | -------------------------------------- |
| Hrvati                                 | Hrvati                                 |                                        | 563                                    | 30,86%                                 |
| Srbi                                   | Srbi                                   |                                        | 421                                    | 23,08%                                 |
| Bunjevci                               | Bunjevci                               |                                        | 411                                    | 22,53%                                 |
| Madžari                                | Madžari                                |                                        | 259                                    | 14,19%                                 |
| Jugoslovani                            | Jugoslovani                            |                                        | 78                                     | 4,27%                                  |
| Slovenci                               | Slovenci                               |                                        | 5                                      | 0,27%                                  |
| Makedonci                              | Makedonci                              |                                        | 5                                      | 0,27%                                  |
| Bolgari                                | Bolgari                                |                                        | 4                                      | 0,21%                                  |
| Črnogorci                              | Črnogorci                              |                                        | 3                                      | 0,16%                                  |
| Nemci                                  | Nemci                                  |                                        | 3                                      | 0,16%                                  |
| Slovaki                                | Slovaki                                |                                        | 1                                      | 0,05%                                  |
| Romi                                   | Romi                                   |                                        | 1                                      | 0,05%                                  |
| Neznano                                | Neznano                                |                                        | 0                                      | 0,0%                                   |